# Villa Middendorf
Die Villa Middendorf ist ein großbürgerliches Wohnhaus in Vechta, das 1924 erbaut wurde und unter Denkmalschutz steht.
Die Villa wurde von dem Architekten und oldenburgischen Oberbaurat Johannes Wohlschläger entworfen, der mit dem Bauherrn Josef Middendorf befreundet war. Das fest installierte Mobiliar wurde von Tischlermeister Diers in Oldenburg gefertigt. Diers war der ehemalige Hoftischlermeister des Großherzogs Friedrich August von Oldenburg, des letzten regierenden Großherzogs von Oldenburg. Nach dem Zweiten Weltkrieg wurde das Haus von dem damaligen britischen Stadtgouverneur Major Bennet bewohnt, der von hier aus die Stadtverwaltung von Vechta während der britischen Besatzung leitete.
Die Villa wurde in Zusammenarbeit mit der Unteren Denkmalschutzbehörde des Landkreises Vechta von Oktober 2012 bis Mai 2013 vollständig restauriert und modernisiert.